# 贝尔比吉耶尔
贝尔比吉耶尔（法語：Berbiguières，法語發音：[bɛʁbigjɛʁ]）是法国多尔多涅省的一个市镇，属于萨拉拉卡内达区。

## 地理
贝尔比吉耶尔（44°50'5"N, 1°2'33"E）面积5.35 平方千米，位于法国新阿基坦大区多爾多涅省，该省份为法国西南部内陆省份，是法國本土面积第三大的省，大致对应佩里戈尔地区，北起顺时针与夏朗德省、上维埃纳省、科雷兹省、洛特省、洛特-加龙省、吉倫特省和滨海夏朗德省接壤。
与贝尔比吉耶尔接壤的市镇（或旧市镇、城区）包括：阿拉斯莱米讷、圣日耳曼-德贝尔韦斯、马尔纳克、库克斯和比加罗克-穆藏斯、圣西普里安。

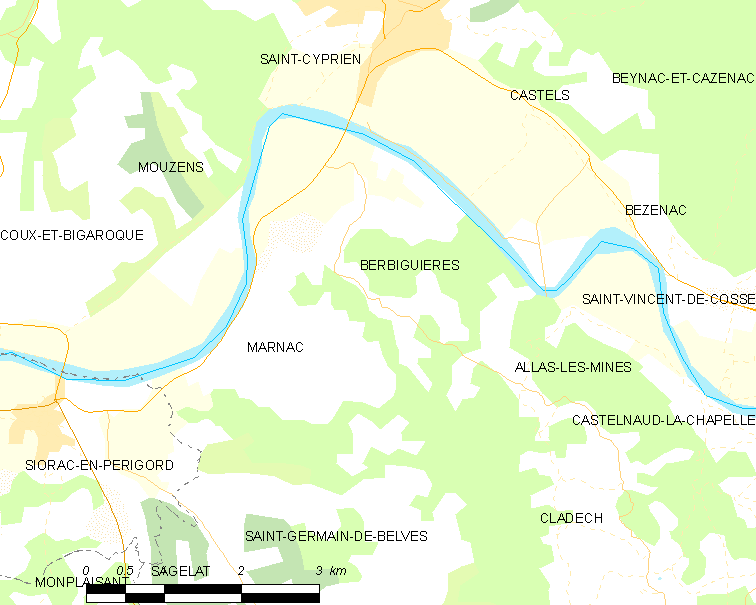
贝尔比吉耶尔的OSM定位图

贝尔比吉耶尔的时区为UTC+01:00、UTC+02:00（夏令时）。

## 行政
贝尔比吉耶尔的邮政编码为24220，INSEE市镇编码为24036。

## 政治
贝尔比吉耶尔所属的省级选区为多尔多涅河谷县。

## 人口

1962-2008年间贝尔比吉耶尔人口变化图示

贝尔比吉耶尔于2022年1月1日时的人口数量为178人。